# John Sherwood (écrivain)
Pour les articles homonymes, voir Sherwood et John Sherwood.
À ne pas confondre avec le réalisateur américain John Sherwood (1903-1959).
John Sherwood, né en 1913 et mort en 2002, est un romancier britannique, auteur de roman policier.

## Biographie
John Sherwood commence en 1949 une série consacrée à Charles Blessington, un fonctionnaire âgé. Ses aventures sont situées en Angleterre après la Seconde Guerre mondiale.
En 1982, il publie A Shot in the Arm. Avec ce roman, il est finaliste pour le Gold Dagger Award 1982.
En 1984, il commence une nouvelle série ayant pour héroïne Celia Grant, botaniste et horticultrice à Londres.
Il est membre du Detection Club.

## Œuvre

### Romans

#### SérieCharles Blessington
- The Disappearance of Dr. Bruderstein (1949) (autre titre Dr. Bruderstein Vanishes)
- Mr. Blessington’s Plot (1951) (autre titre Mr. Blessington’s Imperialist Plot)
- Ambush for Anatol (1952) (autre titre Murder of a Mistress)
- Two Died in Singapore (1954)
- Vote Against Poison (1956)

#### SérieCelia Grant
- Green Trigger Fingers (1984)
- A Botanist at Bay (1985)
- The Mantrap Garden (1986)
- Flowers of Evil (1987)
- Menacing Groves (1988)
- A Bouquet of Thorns (1989)
- The Sunflower Plot (1990)
- The Hanging Garden (1992)
- Creeping Jenny (1993)
- Bones Gather No Moss (1994)
- Shady Borders (1996)

#### Autres romans
- Undiplomatic Exit (1958)
- The Half Hunter (1961) (autre titre The Sleuth and the Liar)
- Honesty Will Get You Nowhere (1977)
- The Limericks of Lachasse (1978)
- The Hour of the Hyenas (1979)
- A Shot in the Arm (1982) (autre titre Death at the BBC)

## Prix et distinctions

### Nominations
- Crossed Red Herrings Award 1958 pour Undiplomatic Exit[1]
- Gold Dagger Award 1982 pour A Shot in the Arm[1]